# Grant Kekana
Gomolemo Grant Kekana (Polokwane, 31 ottobre 1992) è un calciatore sudafricano, difensore del M. Sundowns e della nazionale sudafricana.

## Carriera

### Club
Ha giocato nella prima divisione sudafricana.

### Nazionale
Nel 2022 ha esordito in nazionale; nel 2023 ha partecipato alla Coppa d'Africa.

## Statistiche

### Cronologia presenze e reti in nazionale
| Cronologia completa delle presenze e delle reti in nazionale ― Sudafrica | Cronologia completa delle presenze e delle reti in nazionale ― Sudafrica | Cronologia completa delle presenze e delle reti in nazionale ― Sudafrica | Cronologia completa delle presenze e delle reti in nazionale ― Sudafrica | Cronologia completa delle presenze e delle reti in nazionale ― Sudafrica | Cronologia completa delle presenze e delle reti in nazionale ― Sudafrica | Cronologia completa delle presenze e delle reti in nazionale ― Sudafrica | Cronologia completa delle presenze e delle reti in nazionale ― Sudafrica |
| Data                                                                     | Città                                                                    | In casa                                                                  | Risultato                                                                | Ospiti                                                                   | Competizione                                                             | Reti                                                                     | Note                                                                     |
| ------------------------------------------------------------------------ | ------------------------------------------------------------------------ | ------------------------------------------------------------------------ | ------------------------------------------------------------------------ | ------------------------------------------------------------------------ | ------------------------------------------------------------------------ | ------------------------------------------------------------------------ | ------------------------------------------------------------------------ |
| 9-6-2022                                                                 | Marrakech                                                                | Marocco                                                                  | 2 – 1                                                                    | Sudafrica                                                                | Qual. Coppa d'Africa 2023                                                | -                                                                        |                                                                          |
| 17-11-2022                                                               | Mbombela                                                                 | Sudafrica                                                                | 2 – 2                                                                    | Liberia                                                                  | Amichevole                                                               | -                                                                        |                                                                          |
| 20-11-2022                                                               | Mbombela                                                                 | Sudafrica                                                                | 1 – 1                                                                    | Angola                                                                   | Amichevole                                                               | -                                                                        | 45+4’                                                                    |
| 28-3-2023                                                                | Monrovia                                                                 | Liberia                                                                  | 1 – 2                                                                    | Sudafrica                                                                | Qual. Coppa d'Africa 2023                                                | -                                                                        | 46’                                                                      |
| 9-9-2023                                                                 | Soweto                                                                   | Sudafrica                                                                | 0 – 0                                                                    | Namibia                                                                  | Qual. Coppa d'Africa 2023                                                | -                                                                        | 46’                                                                      |
| 12-9-2023                                                                | Soweto                                                                   | Sudafrica                                                                | 1 – 0                                                                    | RD del Congo                                                             | Amichevole                                                               | -                                                                        | 81’ 82’                                                                  |
| 13-10-2023                                                               | Soweto                                                                   | Sudafrica                                                                | 0 – 0                                                                    | eSwatini                                                                 | Amichevole                                                               | -                                                                        | 63’                                                                      |
| 17-10-2023                                                               | Abidjan                                                                  | Costa d'Avorio                                                           | 1 – 1                                                                    | Sudafrica                                                                | Amichevole                                                               | -                                                                        | 87’                                                                      |
| 10-1-2024                                                                | Pretoria                                                                 | Sudafrica                                                                | 1 – 0                                                                    | Lesotho                                                                  | Amichevole                                                               | -                                                                        | Ingresso                                                                 |
| 21-1-2024                                                                | Korhogo                                                                  | Sudafrica                                                                | 4 – 0                                                                    | Namibia                                                                  | Coppa d'Africa 2023 - 1º turno                                           | -                                                                        |                                                                          |
| 24-1-2024                                                                | Korhogo                                                                  | Sudafrica                                                                | 0 – 0                                                                    | Tunisia                                                                  | Coppa d'Africa 2023 - 1º turno                                           | -                                                                        |                                                                          |
| 30-1-2024                                                                | San-Pédro                                                                | Marocco                                                                  | 0 – 2                                                                    | Sudafrica                                                                | Coppa d'Africa 2023 - Ottavi di finale                                   | -                                                                        | 36’                                                                      |
| 3-2-2024                                                                 | Yamoussoukro                                                             | Capo Verde                                                               | 0 – 0 dts (1 – 2 dtr)                                                    | Sudafrica                                                                | Coppa d'Africa 2023 - Quarti di finale                                   | -                                                                        |                                                                          |
| 7-2-2024                                                                 | Bouaké                                                                   | Nigeria                                                                  | 1 – 1 dts (4 – 2 dtr)                                                    | Sudafrica                                                                | Coppa d'Africa 2023 - Semifinale                                         | -                                                                        | 115’                                                                     |
| 26-3-2024                                                                | Baraki                                                                   | Algeria                                                                  | 3 – 3                                                                    | Sudafrica                                                                | Amichevole                                                               | -                                                                        | 39’                                                                      |
| 11-10-2024                                                               | Port Elizabeth                                                           | Sudafrica                                                                | 5 – 0                                                                    | Rep. del Congo                                                           | Qual. Coppa d'Africa 2025                                                | -                                                                        |                                                                          |
| 15-10-2024                                                               | Brazzaville                                                              | Rep. del Congo                                                           | 1 – 1                                                                    | Sudafrica                                                                | Qual. Coppa d'Africa 2025                                                | -                                                                        |                                                                          |
| Totale                                                                   |                                                                          | Presenze                                                                 | 17                                                                       |                                                                          | Reti                                                                     | 0                                                                        |                                                                          |

## Palmarès

### Club

#### Competizioni nazionali
- Campionato sudafricano: 4

Mamelodi Sundowns: 2021-2022, 2022-2023, 2023-2024, 2024-2025
- Coppa del Sudafrica: 4

SuperSport United: 2011-2012, 2015-2016, 2016-2017
Mamelodi Sundowns: 2021-2022
- MTN 8: 3

SuperSport United: 2017, 2019
Mamelodi Sundowns: 2021

#### Competizioni internazionali
- African Football League: 1

Mamelodi Sundowns: 2023